# 羽幌炭鉱

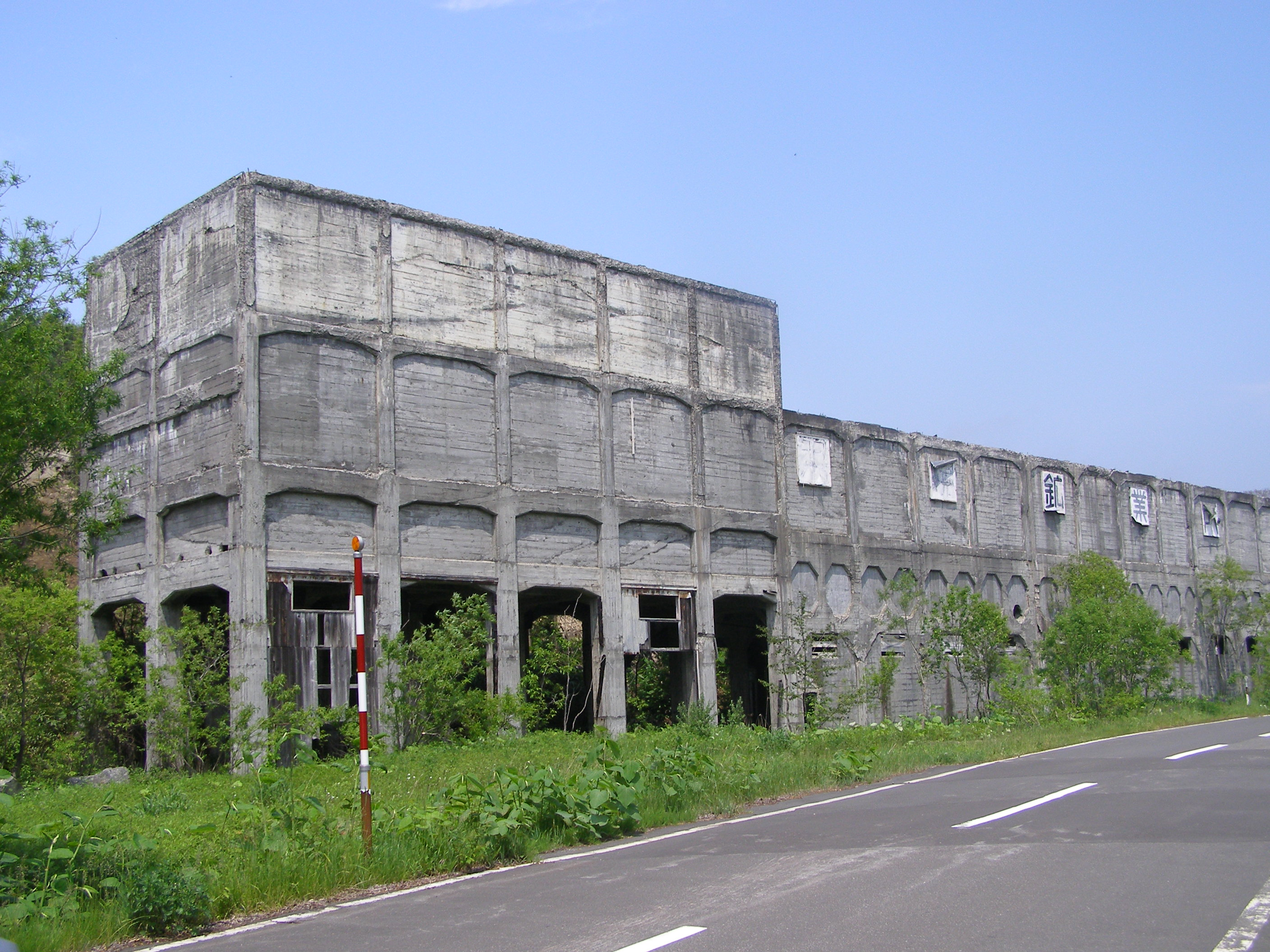
現存する羽幌炭鉱築別坑のホッパー棟

羽幌炭鉱（羽幌炭砿、はぼろたんこう）は、羽幌炭礦鉄道が経営していた北海道北西部留萌炭田の中心的炭鉱。1935年操業開始。羽幌坑（本坑）、上羽幌坑、築別坑の3地区から成っていた。良質炭を産出することで知られ、大変人気があった。1970年（昭和45年）閉山。炭鉱を現すには同文字であるが、同社の社名は炭礦と記される。

## 歴史

### 炭鉱開発
鉱脈は明治時代には存在が知られ、1895年（明治27年）には鉱区が設定され、採掘を開始していた。1918年（大正7年）鈴木商店（日商岩井の前身）が鉱区を買収し、1927年（昭和2年）には太陽産業株式会社が買収したが輸送手段がなかった。炭鉱の開発は1931年（昭和6年）に入って本格化し、1940年（昭和15年）太陽産業の炭鉱部門が分社化され羽幌炭礦株式会社となり、元々太陽産業が設立した羽幌鉄道を合併して、羽幌炭礦鉄道株式会社と名称変更した。企業名が羽幌炭礦鉄道株式会社とされた所以である。さらに国鉄羽幌線接続の名羽線を先行開業させ、国鉄線として開業するまで自社が運営する許可を得た。自社で運営する鉄道は、国鉄線が開業するまでであったので、炭鉱が主業の企業であった。

### 往時の町の賑わい
主鉱は築別鉱と上羽幌鉱で、共に自社羽幌炭礦鉄道の鉄道路線が通っており、駅前の商店街には居酒屋、パチンコ店、病院、映画館、50mプールなどがあり大変な賑わいを見せていた。炭鉱も関連会社を通じ、百貨店や炭鉱病院・ガソリンスタンドなどを経営していた。

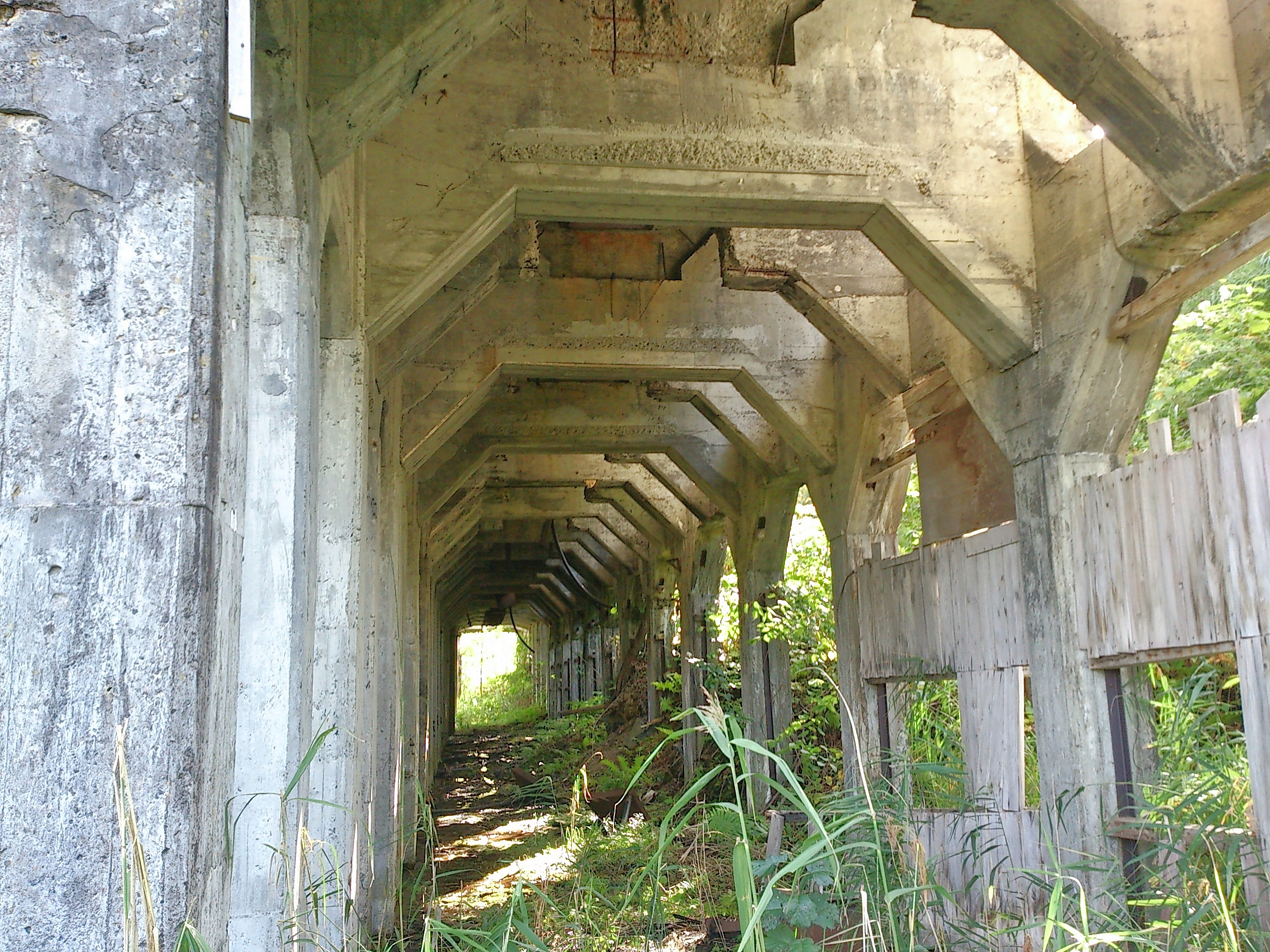
ホッパー跡構内

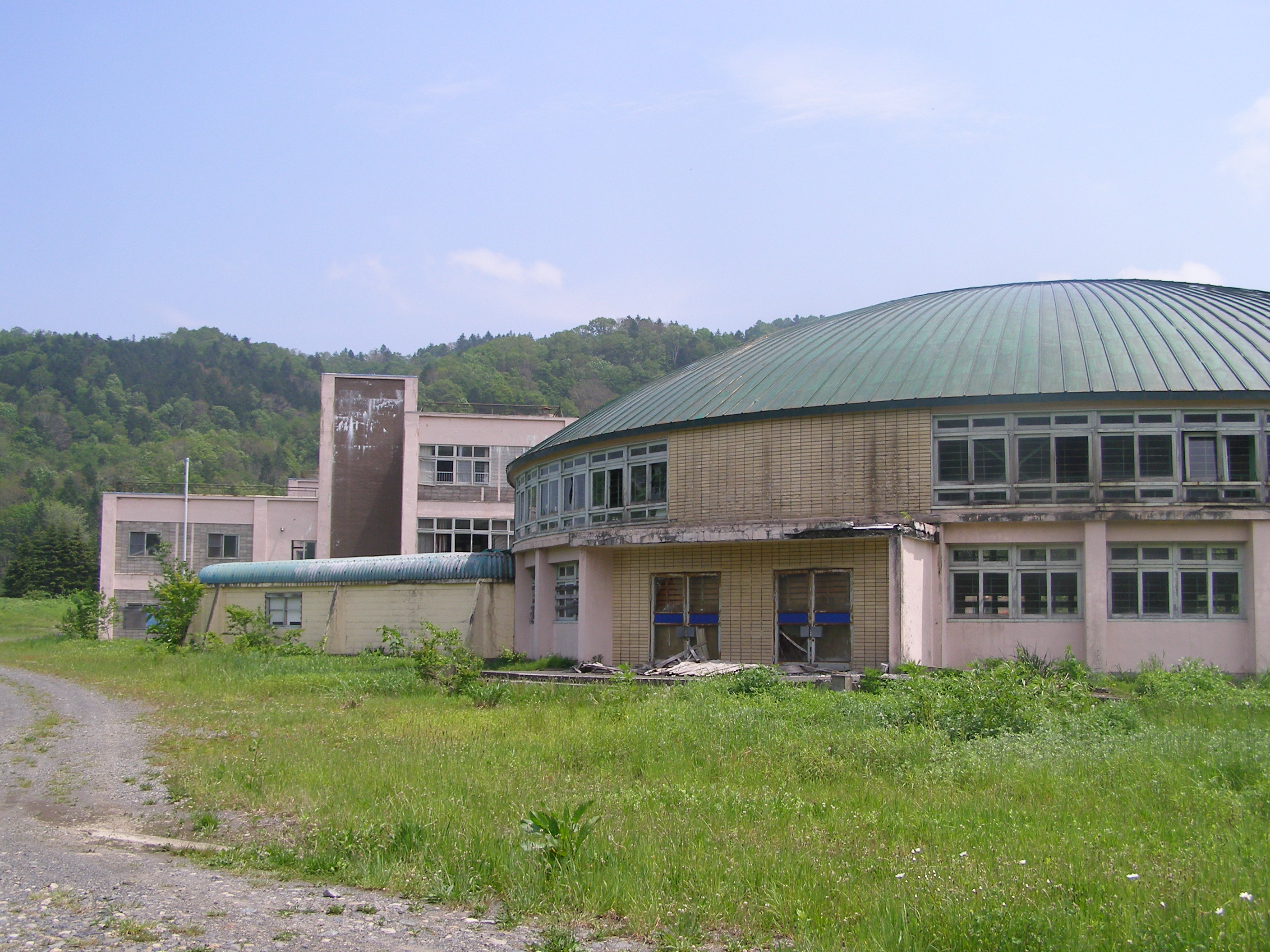
築別鉱地区に現在も残る旧太陽小学校校舎、手前の円形ドーム状の建物は体育館

### 炭鉱の拡大
羽幌炭鉱で産出される石炭は、家庭用暖房用に向いており販路が拡大していた。1965年（昭和40年）には、羽幌（本）坑の立坑の4年前に長崎県北松浦郡福島町に中興鉱業（株）が福島第1立坑に建設した、近代化されたタワーマシン形式の立坑櫓と同様の最新式立坑櫓が竣工した。それまで日本国内のタワーマシン形式立坑櫓は戦前に2基のみの建設で、三井石炭鉱業（株）が熊本県荒尾市四ツ山町の三池鉱業所四ツ山第1立坑に、海軍燃料廠が福岡県志免町に志免立坑櫓をそれぞれ建設した初期形のタワーマシン（ワインディング・タワー：塔櫓捲、ハンマーコップフ形状）が建てられたが、中興鉱業の福島第1立坑櫓は、近代化された最新型ビルディングタワー形状のタワーマシン形式の立坑櫓が建設された。羽幌炭礦鉄道（株）は、中興鉱業が建設したビルディングタワー形式のタワーマシン立坑櫓をより近代化して建設することを決定し、竣工したことで年産40万トンの採掘が可能となり、増産体制を整えることができた。この頃同規模の炭鉱を経営していた両社は就職の人気企業で「西の中興か、北の羽幌か」といわれていた。

### 閉山

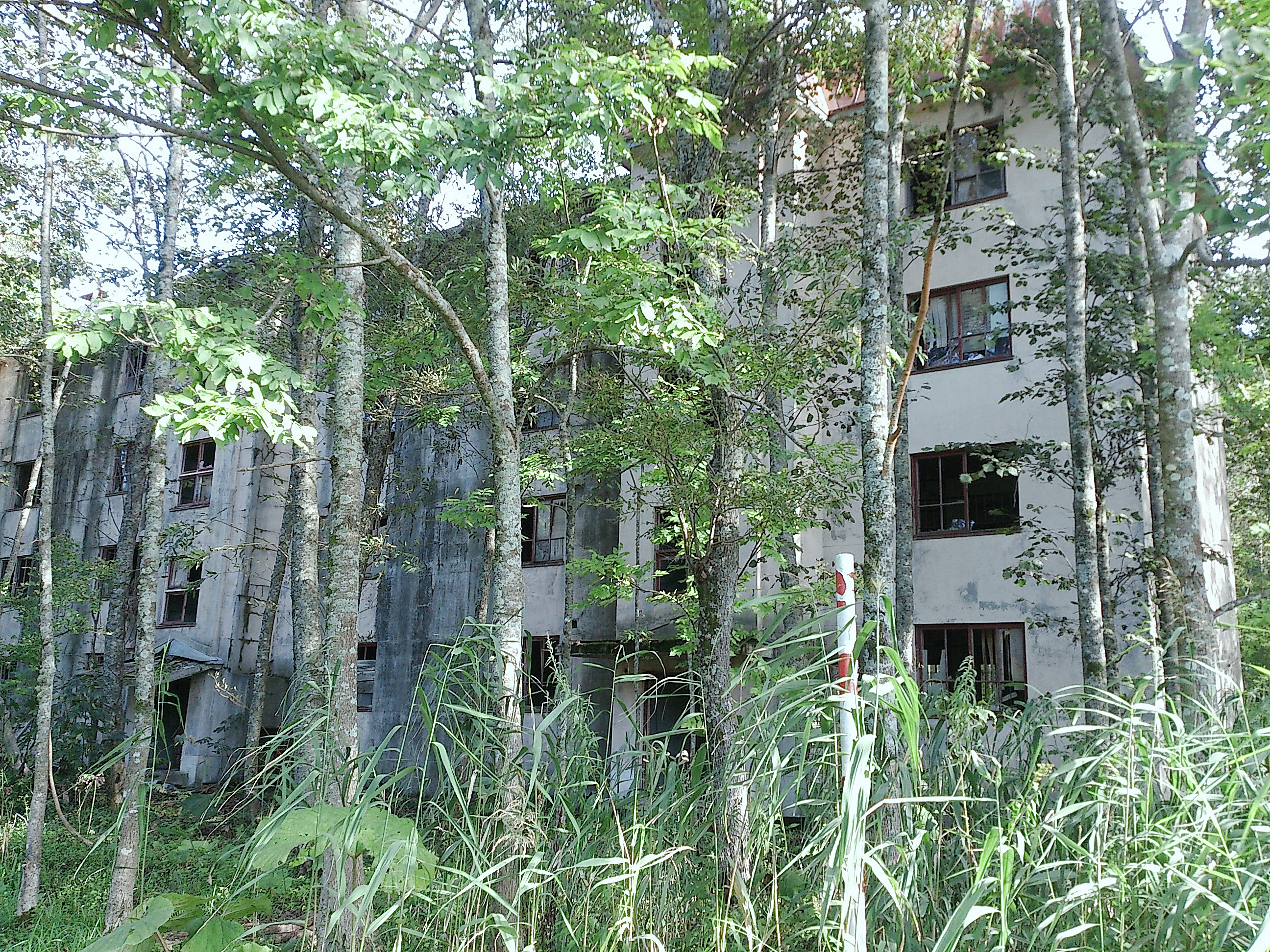
羽幌炭鉱の炭住アパート跡

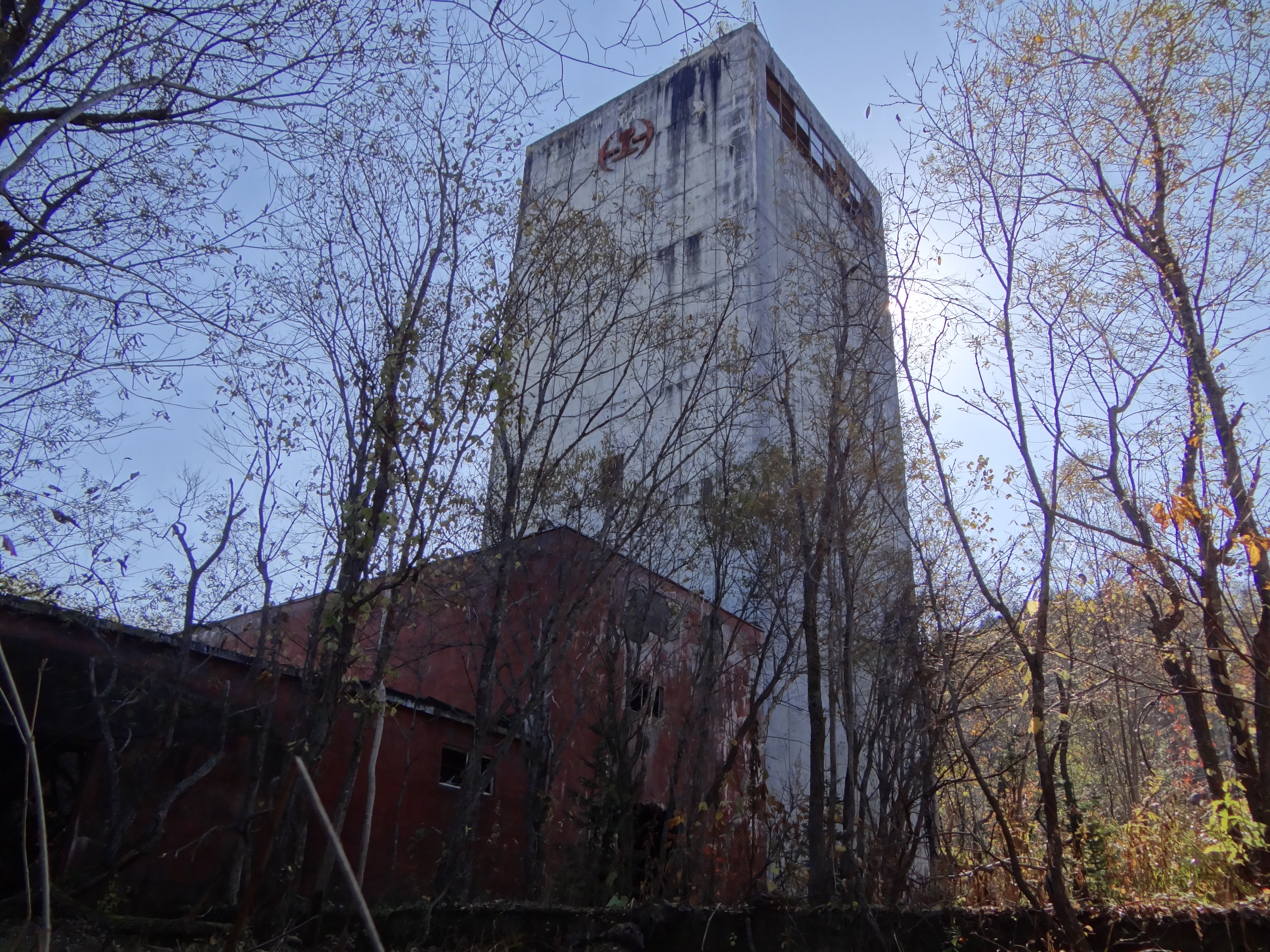
現存する羽幌炭鉱羽幌本坑の立坑櫓

羽幌炭礦鉄道の羽幌炭鉱は優良鉱とされた炭鉱であるのだが、最新式立坑櫓竣工から僅か5年を経た1970年（昭和45年）9月1日に周辺の炭鉱が建て続きに閉山しているのを知った従業員が大量退職した影響で、採掘不能に陥ったことで、会社更生法を申請し、羽幌炭礦鉄道株式会社は事実上倒産した。倒産したことで炭鉱を閉山することとなり12月に立坑の密閉作業や、鉄道の廃止、閉山式を行って完全に閉山した。
特に羽幌本坑には、中国の龍鳳炭鉱（撫順市）、福岡県の志免鉱業所の流れを汲む、ワインディング・タワー（塔櫓捲式）と呼ばれるタイプの櫓が現存している。
当時の炭鉱地区には、採炭施設や火力発電所、炭鉱住居跡、消防署、診療所、小学校校舎などの遺構が残る。
2018年3月、豪雪により太陽小学校の体育館の屋根が倒壊していることが、炭鉱巡りをしていた会社員により確認されている。

## 所在地
北海道苫前郡羽幌町築別、曙、三毛別、太陽、上羽幌、旭丘など築別川上流、羽幌川上流地域一帯

## 交通
- 羽幌炭礦鉄道築別線
- 築別森林鉄道
  - この他国鉄名羽線が当地へ建設され、路線としては未成に終わったものの、先行して完成した一部区間（曙 - 三毛別間）で運炭列車が運行されていた。
  - 現在は公共交通サービスは無い。そのため沿岸バス（株）羽幌バスターミナルからタクシー利用となる。

## 企業活動

### 実業団
会社としての羽幌炭礦鉄道は、その業績もさることながら実業団活動に力を入れ、野球部、男女バレー部、スキー部ジャンプチームは日本国内トップクラスの実力であった。

#### スキー部
笠谷昌生などが活躍。また昌生の弟笠谷幸生も練習に帯同していた。他に大内勝蔵（1963年全日本選抜スキー大会70メートル級準優勝）、大森享一、菅野弘二、菊地英一（1963年冬季国体青年の部飛躍5位、同年全日本スキー選手権60メートル級5位）、岸本光夫、竹内賢司、松井孝(1960年スコーバレーオリンピックスキージャンプ代表）佐藤義勝（第41回全日本スキー選手権50キロ優勝）といった選手が所属していた。
また、当時日本では大倉シャンツェに次ぐ規模を持ったジャンプ台も抱え、スキー部の練習はもちろん、大会も行われていた。また、町内にある高校スキー部に与えた影響も大きいことは見逃してはいけない。例えば羽幌高校の沢田久喜、羽幌太陽高校の吉岡世一などがいる。ちなみに、羽幌炭鉱閉山に伴い、高校のスキー部は廃部になった。

#### 野球部
都市対抗野球大会に1959年と1963年の2回出場、日本産業対抗野球大会に1962年から64年にかけて3回連続出場した。ドラフト指名選手も2名所属した。
- 樋口実（1965年ドラフト5位大洋入団）
- 真崎勝（1965年ドラフト6位東京入団）
- 宮崎一夫（元札幌トヨペット監督）
- 島田雄三
- 栗木孝幸（元大映ユニオンズ）

#### 男子バレー部
6人制は富士製鐵室蘭に北海道予選で敗れ、全日本都市対抗バレーボール優勝大会には出場できなかったが、9人制では全日本9人制バレーボール実業団選手権に出場した。

#### 女子バレー部
地域リーグで常に優勝を争っていた。

#### 男子卓球部
日本卓球リーグ2部に所属していた。

### 関連会社
以下の会社も、羽幌炭鉱を設立母体としていた。
- 大五タクシー（社名の“大五”は、羽幌炭鉱の札幌本社が大通西5丁目にあったことに因む。後に同業の東邦交通（札幌）に合併された）
- 日商プロパン石油株式会社（現在は大阪ガスグループ）